# ㅜ
ㅜ是朝鲜语谚文中的一个元音字母，在韩国的谚文字母表中排序第21位，在元音字母中排序第7。该字母的名称为“우”（u）。
ㅜ是一个单元音，发音为闭后圆唇元音，即/u/。
ㅜ在馬-賴轉寫和文观部式中均被转写为u。
ㅜ在朝鲜语盲文中，被表记为。其摩尔斯电码为“・・・・”。

## 复合字母
- ㅜ+ㅣ → ㅟ （/y/）
- ㅜ+ㅓ → ㅝ （/wʌ/）
- ㅜ+ㅓ+ㅣ → ㅞ （/we/）

## 字符编码
| 種類               | 用途 | Unicode | HTML     |
| ------------------ | ---- | ------- | -------- |
| 諺文相容字母       | ㅜ   | U+315C  | &#12636; |
| 諺文字母應用       |      | U+116E  | &#4462;  |
| 漢陽私人使用區應用 |      | U+F831  | &#63537; |
| 半形字母           | ￓ    | U+FFD3  | &#65491; |